# Chrysolampus verae
Chrysolampus verae är en stekelart som först beskrevs av Nikol'skaya 1954.  Chrysolampus verae ingår i släktet Chrysolampus och familjen gropglanssteklar. Inga underarter finns listade i Catalogue of Life.